# Giannina Russ
Giannina Russ (Lodi, Llombardia, 27 de març de 1873 - Milà, 28 de febrer de 1951) va ser una soprano italiana, especialment associada amb el repertori italià. Després del seu retir es va convertir en una mestra de cant respectada; entre les seves alumnes figuren Margherita Grandi i Clara Petrella.

## Biografia
Per al registre, Giovanna Cerri era filla de Paolo i Luigia Pellizzani. La família Cerri es va traslladar a Milà el 1885, on el 1894 Giannina es va casar amb Carlo Russ, de qui va assumir el cognom amb el qual es va fer famosa. Giannina Russ va estudiar cant i piano al Conservatori de Milà (avui Conservatori Giuseppe Verdi (Milà), sota la direcció del professor Alberto Leoni.
El maig de 1903 va debutar en concerts al "Circolo della Stampa" de Milà, cantant a duet amb Francesco Tamagno. El mateix any va interpretar el paper de Mimì a La bohème, de Giacomo Puccini, al Politeama D'Azeglio de Bolonya, després el d'Amelia a Un ballo in maschera; al Teatro Dal Verme de Milà va cantar a L'Africana, de Giacomo Meyerbeer, i el paper de Leonora, de Il Trovatore. Inscrita al Teatre San Carlo de Lisboa, la temporada 1903-1904, va cantar a la Semiramide, de Rossini, a Nabucco, en el paper d'Abigaille, i en I vespri siciliani.
El 1904 va actuar a la Royal Opera House de Londres, en el paper d'Aïda, i a Un ballo in maschera, al costat d'Enrico Caruso. Al Politeama de Palerm va cantar en el paper de Paolina a Poliuto, de Gaetano Donizetti, a l'Ernani i a La forza del destino, també era Musetta a La bohème. La seva veu, definida aleshores com una soprano dramàtica d'agilitat, tenia un gran volum, una brillantor platejada i una versatilitat vocal que li permetien assumir diversos registres i interpretar diferents papers: així va cobrir ambdues parts de soprano dramàtiques, tant líriques com sopranos lleugeres. No obstant això, Giannina Russ era freda i d'habilitats escèniques limitades, per la qual cosa la seva memòria no va quedar impresa en l'imaginari col·lectiu.

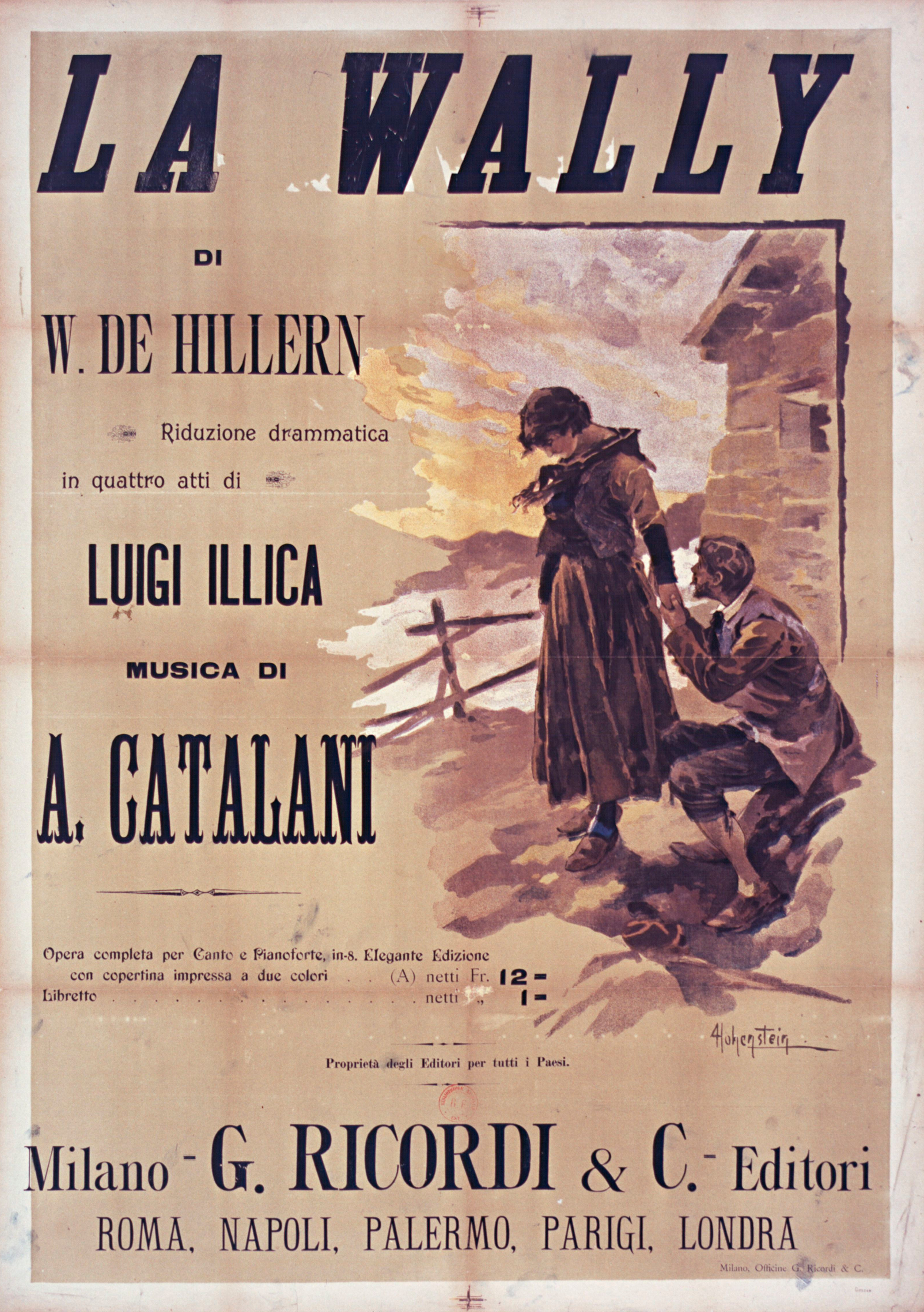
La Wally - Manifest

A Sud-amèrica va fer una gira l'any 1905 i va cantar al Teatre Solís de Montevideo; al Teatre Colón de Buenos Aires va cantar Edgar i Rigoletto, de Puccini. Al Caire, el 1906, va cantar a l'Asrael, d'Alberto Franchetti i a La Wally, de Catalani; a Nova York, a la Manhattan Opera Company, l'any 1907, va cantar a Don Giovanni, donant suport a la part de Donna Anna. A Florència, el 1908, va ocupar el paper principal de la Norma, que es va convertir en el seu cavall de batalla. Al Gran Teatre del Liceu de Barcelona va actuar la temporada 1910/1911, amb l'òpera Tannhäuser, de Wagner. A la Scala de Milà, l'any 1912, va actuar a Don Carlo, de Verdi, a l'Oberon, de Weber, i a Mosè in Egitto, de Rossini, en el paper d'Anaide. Durant la Gran Guerra, la temporada 1916-1917 va fer una gira per Austràlia.
Després de retirar-se dels escenaris, fet que va tenir lloc l'any 1922, va ensenyar cant. Entre els seus alumnes: Margherita Grandi, la cantant hongaresa Mária Németh i Clara Petrella.

### Repertori
Giannina Russ va ser una de les primeres cantants a utilitzar enregistraments fonògrafs, fets en el període 1910-1914 per a la Societat Italiana de fonotip de Milà. Aquests enregistraments s'han tornat a publicar recentment en CD. El seu repertori comprenia obres escrites per molts músics: Mozart (Les noces de Fígaro i Don Giovanni), Rossini (Semiramide i Moisès), Gaspare Spontini (La vestal), Carl Maria von Weber (Oberon), Meyerbeer (L'africà), Vincenzo Bellini (Norma), Gaetano Donizetti (Poliuto), Giuseppe Verdi (Aïda, Ernani, Un ballo im maschera, Don Carlo, La forza del destíno, Nabucco, Il Trovatore, La traviata i Rigoletto), Wagner (Tannhauser), Ponchielli (La Gioconda), Arrigo Boito (Mefistofele), Bizet (Carmen ), Alfredo Catalani (La Wally), Puccini (La bohème i Madame Butterfly), Pietro Mascagni (Friend i Cavalleria rusticana), Umberto Giordano (Fedora i Sibèria).

## Discografia[4]
- Concerto di orchestra, soli e coro diretto da Pietro Mascagni, col gentile concorso delle signorine Giannina Russ, Maria Pozzi e dei signori Giuseppe Soldini, Angelo Ricceri [...]: Comunale Anfiteatro Corea, domenica 9 aprile 1909 Programma di sala, Roma, Cuggiani, 1909, SBN IT\ICCU\RMR\0053184.
- Messa da Requiem di Giuseppe Verdi sotto la direzione di Edoardo Mascheroni: Augusteo, mercoledì 26 novembre 1913, Roma, Manuzio, 1913, SBN IT\ICCU\RMR\0048281. Programma di sala. Solisti: Giannina Russ, Virginia Guerrini, Alessandro Bonci, Nazareno De Angelis. Scritti di Camille Bellaigue.
- Messa da Requiem di Giuseppe Verdi sotto la direzione di Edoardo Mascheroni: Augusteo, domenica 23 novembre 1913, Roma, Manuzio, 1913, SBN IT\ICCU\RMR\0048274. Programma di sala. Solisti: Giannina Russ, Virginia Guerrini, Alessandro Bonci, Nazareno De Angelis. Scritti di Camille Bellaigue.